# NEMA Chicago
NEMA Chicago (también conocido como 1210 South Indiana y antiguamente 113 East Roosevelt o One Grant Park) es un rascacielos residencial de 81 plantas situado en el barrio de Central Station del Near South Side de Chicago, Illinois, Estados Unidos. La torre, construida por el promotor Crescent Heights, tiene 800 apartamentos y una altura de 273,1 m, que lo hacen el edificio de apartamentos de alquiler más alto de la ciudad. Actualmente NEMA es el noveno edificio más alto de Chicago y el cuadragésimo tercero más alto de los Estados Unidos.
NEMA fue diseñado por Rafael Viñoly como la primera fase de un desarrollo de tres fases que contempla también otra torre, aún más alta, de 648 apartamentos como segunda fase y un desarrollo de cien casas adosadas con un parque público como tercera fase. Los interiores del edificio fueron diseñados por David Rockwell.

## Historia
Pese a la crisis financiera de 2008 y el consiguiente debilitamiento del mercado, Gerald Fogelson, copresidente y director ejecutivo de Central Station Development Corp., buscó la aprobación de una torre de 73 plantas, llamada Grant Park Tower III, en el 113 de East Roosevelt en 2008. También estaba previsto que en 2009 empezaran las ventas sobre plano de otra torre, la Grant Park Tower IV, de 83 plantas, situada en la intersección de Roosevelt Road con Michigan Avenue.
La promotora Crescent Heights, de Miami, compró los terrenos del proyecto en 2012 por 29.5 millones de dólares. El proyecto fue presentado en una reunión comunitaria el 22 de septiembre de 2015. La Chicago Plan Commission aprobó el proyecto el 19 de noviembre de 2015 en una reunión en la que también se aprobó la Vista Tower. El edificio se encuentra en una parcela de 4000 m² ocupada antiguamente por las vías de tren del Illinois Central Railroad en la década de 1960. El 4 de enero de 2017, el nombre del edificio fue cambiado a One Grant Park y se anunció la concesión de un préstamo de 203 millones de dólares para financiar la construcción del rascacielos, que tendría 792 apartamentos de lujo, 253 m de altura y 76 plantas.
En 2018, su nombre fue cambiado de nuevo a NEMA, una marca residencial con edificios en San Francisco y un proyecto en desarrollo en Boston. Durante el segundo trimestre de 2019 empezaron a trasladarse residentes al edificio. A mediados de 2019 Crescent Heights refinanció sus préstamos originales con el KKR Real Estate Finance Trust para disminuir sus tipos de interés en unos ochenta puntos básicos. En esa época, ya se habían alquilado el 35 % de los apartamentos.
El proyecto se encuentra junto a la esquina suroeste del Grant Park. Originalmente, el nombre 113 East Roosevelt designaba todo el proyecto de tres fases y refleja la dirección de la primera fase, Roosevelt Road (en la esquina con Indiana Avenue). Al oeste se construirá la segunda fase del proyecto, que será un edificio residencial situado en la intersección de Roosevelt Road con Michigan Avenue. La tercera fase del proyecto consiste en casas adosadas y un parque público en Indiana Avenue, al este de las dos torres. El diseño de las torres presenta elementos arquitectónicos como «prismas apilados de base cuadrada y diferentes alturas», que rinden homenaje a la Torre Willis. Al igual que la Torre Willis, el edificio tiene una estructura tubular, compuesta por nueve tubos de acero entrelazados como sistema estructural y muros de hormigón que se extienden hasta los pilares perimetrales para otorgarle resistencia ante el viento. Una dirección alternativa del edificio es 1210 South Indiana Avenue.
NEMA es la torre residencial más alta de Chicago, y el edificio más alto del South Side, superando al cercano One Museum Park. El edificio alberga unos 7000 m² de servicios, incluido un mirador exterior con vistas del Grant Park y el lago Míchigan; espacios de trabajo cooperativo; un gimnasio y spa con pistas de baloncesto, squash, yoga y un ring de boxeo de tamaño reglamentario; un simulador de golf; una piscina interior y exterior; una sala de juegos; una sala infantil; y un salón comedor privado.